# 빙우화: 마약 전쟁
《빙우화: 마약 전쟁》(冰雨火)는 2022년 방송되었던 중국의 드라마이다.

## 등장 인물
- 천샤오 - 오진봉 역
- 왕이보 - 진우 역
- 류이쥔 - 양흥권 역
- 왕경송 (王劲松) - 임덕찬 역
- 조소의 (赵昭仪) - 남안연 역
- 장지견 (张志坚) - 진역문 역
- 풍가이 (冯嘉怡) - 만하달 역
- 장욱기 (章煜奇) - 강뢰 역
- 궈샤오팅 - 양령 역
- 왕슈주 - 경저 역
- 도빙 (涂冰) - 만맹맹 역